# Ecuador i olympiska sommarspelen 1992
Ecuador deltog i de olympiska sommarspelen 1992 med en trupp bestående av 13 deltagare, men ingen av landets deltagare erövrade någon medalj.

## Cykling
- Mario Pons
- Juan Carlos Rosero

## Friidrott
Herrarnas 10 000 meter
- Edy Punina
  - Heat — 30:19,76 (→ gick inte vidare)

Herrarnas maraton
- Rolando Vera — 2:21,30 (→ 43:e plats)

Herrarnas 20 kilometer gång
- Jefferson Pérez — fullföljde inte (→ ingen placering)

Damernas 3 000 meter
- Janeth Caizalitín
  - Heat — 9:32,29 (→ gick inte vidare)

Damernas 10 000 meter
- Martha Tenorio
  - Heat — 34:29,03 (→ gick inte vidare)

Damernas 10 kilometer gång
- Miriam Ramón
  - Final — 51:56 (→ 36:e plats)

Damernas 400 meter häck
- Liliana Chalá
  - Heat — 58,55 (→ gick inte vidare)

## Judo
- María Cangá

## Tennis
Damsingel
- María Patricia Cabrera